# 东夏亭镇
东夏亭镇，是中华人民共和国河南省周口市西华县下辖的一个乡镇级行政单位。

## 行政区划
东夏亭镇下辖以下地区：
北街村、东街村、南街村、西街村、前王村、岳庄村、洪庄村、高营村、西张楼村、赵寨村、袁辛甲村、河湾村、大袁村、王卜化村、陈营村、曹堂村、蔡刘村、杨楼村、戴胡同村、看张村、木岗寺村、卫埠口村和杨关庙村。